# جبل هدسون
جبل هدسون (بالإسبانية: Volcán Hudson ،Monte Hudson) هو بركان طبقي في جنوب تشيلي، وموقع لواحد من أكبر الإنفجارات البركانية في القرن العشرين. الجبل نفسه مغطى بنهر جليدي. هناك كالديرا في القمة من ثوران بركاني قديم؛ يأتي النشاط البركاني الحديث من داخل كالديرا. سُمي جبل هدسون على اسم فرانسيسكو هدسون، وهو رسام مائي في البحرية التشيلية من القرن التاسع عشر.

## التاريخ الثوري
يعتقد أن الثورات البركانية الكبيرة حوالي 4750 قبل الميلاد و1890 قبل الميلاد كانت ذات مؤشر الإنفجار البركاني (VEI 6)؛ هذه ربما تكون مسؤولة عن كالديرا الكبيرة. قد يكون إندلاع 4750 قبل الميلاد قد قضى على العديد أو كل المجموعات التي كانت تعيش في وسط باتاغونيا في ذلك الوقت، بناءً على أدلة من موقع لوس تولدوس الأثري. في الآونة الأخيرة، شهد البركان ثورانًا معتدلًا في عامي 1891 و1971 بالإضافة إلى ثوران كبير في عام 1991.

### ثوران عام 1971
قبل عام 1970، لم يكن يُعرف سوى القليل عن الجبل. بدأ النشاط البركاني البسيط في عام 1970 وأدى إلى ذوبان أجزاء من النهر الجليدي، مما أدى إلى ارتفاع منسوب مياه النهر وأدى إلى تحديد كالديرا. في أغسطس- سبتمبر 1971، أدى ثوران بركاني معتدل (VEI 3) يقع في المنطقة الشمالية الغربية من كالديرا إلى إرسال الرماد في الهواء وتسبب في اندلاع لاهار من ذوبان جزء كبير من النهر الجليدي. توفي حينها خمسة أشخاص، وتم إجلاء عدد كبير.

### ثوران عام 1991
كان الثوران من أغسطس إلى أكتوبر 1991 بمثابة ثوران بليناني كبير مع VEI 5، والذي أدى إلى إخراج 4.3 كيلومتر مكعب من الحجم الأكبر (2.7 كيلومتر مكعب من مادة معززة للصخور الكثيفة). ذابت أجزاء من النهر الجليدي وانطلقت أسفل الجبل مع تدفق الطين. وبسبب بُعد المنطقة، لم يُقتل أحد، ولكن تم إجلاء مئات الأشخاص من المنطقة المجاورة. سقط الرماد على تشيلي والأرجنتين وكذلك في جنوب المحيط الأطلسي وجزر فوكلاند. في عام 1992، وصف جون لوك بليك، المقيم آنذاك في إستانسيا كوندور، جنوب ريو غاليغوس، في الأرجنتين، آثار الانفجار البركاني بوضوح.
يصل سقوط الرماد حتى عمق 15 سم، ويغطي حوالي 150.000 إلى 180.000 كيلومتر مربع في مثلث من لوس أنتيجوس إلى ديسادو إلى سان جولينا على عمق يتراوح بين 5 و 10 سم. ويذكر أن رطوبة السيليكا تسببت في تكوين مستنقع حول أماكن الشرب مما تسبب في حبس الأغنام وموتها بأعداد كبيرة. ويسجل أنه «بعد عشر سنوات، أصبحت معظم المزارع في المنطقة المتضررة خالية من الأغنام والناس». بالإضافة إلى الرماد، تم إخراج كمية كبيرة من غاز ثاني أكسيد الكبريت والهباء الجوي أثناء الثوران. ساهمت هذه العناصر الموجودة بالفعل في الغلاف الجوي من ثوران بركان جبل بيناتوبو الأكبر في عام 1991 في وقت سابق من العام وساعدت في إحداث تأثير تبريد عالمي على مدى السنوات التالية. تم استنفاد الأوزون أيضًا، مع نمو ثقب الأوزون في القطب الجنوبي إلى أعلى مستوياته المسجلة على الإطلاق في عامي 1992 و1993.
نتيجة لثوران بركان جبل بيناتوبو، لم يحظ إنفجار هدسون بإهتمام كبير في ذلك الوقت.

### ثوران أكتوبر- نوفمبر 2011
في 26 أكتوبر، أصدرت الخدمة التشيلية للجيولوجيا والتعدين إنذارًا أحمر وإخلاءًا جماعيًا للمنطقة المحيطة بالبركان، خوفًا من اندلاع وشيك في الساعات أو الأيام القادمة. حدث ذلك في 31 أكتوبر لكنه كان صغيراً ولم يلحق أي ضرر بالمنطقة.